# Fibras de Purkinje
Las fibras de Purkinje o tejido de Purkinje forman parte del músculo cardiaco y se localizan en las paredes ventriculares, por debajo del endocardio. Estas fibras son células musculares miocardiales especializadas que conducen el impulso eléctrico que ocasiona la contracción coordinada de los ventrículos del corazón.
Fueron descubiertas en 1839 por el anatomista checo Jan Evangelista Purkinje, que las nombró.

## Función

Principio del ECG.

El latido del corazón es un trabajo mecánico que propulsa la sangre hacia las arterias. El corazón late al contraerse el miocardio que forma sus paredes. La contracción muscular es el resultado del desplazamiento de proteínas presentes en las células miocárdicas. Para que ese desplazamiento se desencadene es necesario que ocurra un cambio de potencial eléctrico en la membrana celular del miocardio. Ese cambio es conocido como potencial de acción. Éste se origina y propaga a través de un grupo de células miocárdicas que constituyen el sistema de conducción eléctrica del corazón, formado por: nodo sinoatrial, fibras internodales, nodo atrioventricular, haz de His y fibras de Purkinje. El potencial de acción es generado de manera automática en el nodo sinoatrial y se propaga como un impulso eléctrico que recorre el resto de los componentes del sistema. El haz de His y las fibras de Purkinje conducen a gran velocidad, llevando el impulso eléctrico al resto de las células musculares del ventrículo, en las que provocarán la contracción y con ella, el aumento de presión que abrirá las válvulas y empujará a la sangre hacia la arteria aorta y la arteria pulmonar.